# Batouk
Batouk  es un film documental francés realizado por Jean-Jacques Manigot y estrenado en 1967.

## Sinopsis
La película evoca la historia de África, del colonialismo a la independencia.

## Ficha técnica
- Título : Batouk
- Director : Jean-Jacques Manigot
- Guionistas : Aimé Césaire (poemas), Carlos Páez Vilaró
- Música : Michel Magne
- Fotografía : Alain Boisnard, Gilles Bonneau, Jean Fichter, André Persin
- País de origen : Francia
- Formato : Colores - Mono
- Género : Documental
- Duración : 65 minutos
- Estreno : 1967

## Contexto del film
- Poemas de Aimé Césaire y de Léopold Sédar Senghor son leídos en el film.
- Batouk fue la película que clausuró el Festival de Cannes 1967.